# Shining Vale
Shining Vale est une série télévisée américaine créée par Jeff Astrof et Sharon Horgan et diffusée entre le 6 mars 2022 et le 1er décembre 2023 sur Starz. La série met en vedette Courteney Cox, Greg Kinnear, Mira Sorvino, Judith Light, Sherilyn Fenn et Merrin Dungey.

## Synopsis
Une famille dysfonctionnelle urbaine déménage vers une petite ville après que Patricia Phelps « Pat », devenue célèbre en écrivant des romans torrides sur l'émancipation des femmes, a été surprise en train de tromper son mari. La maison dans laquelle la famille emménage est un endroit où personne ne semble soupçonner quoi que ce soit d'étrange, à l'exception de Pat qui est convaincue qu'elle est soit déprimée, soit possédée.
Pat est sobre depuis seize ans, mais commence à se sentir très insatisfaite dans la vie : elle n'a toujours pas écrit son deuxième roman, elle ne se souvient pas de la dernière fois qu'elle a eu des relations sexuelles avec son mari, et ses enfants adolescents ont grandi au point qu'ils ne veulent plus de leur mère dans leur vie. Mais bientôt, les démons qui hantent la nouvelle maison de la famille commencent à paraître beaucoup plus réels...

## Distribution

### Acteurs principaux
- Courteney Cox (VF : Louise Lemoine Torrès) : Patricia « Pat » Phelps
- Greg Kinnear (VF : Thierry Ragueneau) : Terry Phelps
- Gus Birney (VF : Lutèce Ragueneau) : Gaynor Phelps
- Dylan Gage (VF : Antoine Khorsan) : Jake Phelps
- Mira Sorvino (VF : Déborah Perret) : Rosemary Wellingham / Ruth

### Acteurs secondaires

#### Introduits dans la saison 1
- Merrin Dungey (VF : Emmanuelle Rivière) : Kam
- Sherilyn Fenn (VF : Marie-Madeleine Burguet-Le Doze) : Robyn Court
- Judith Light : Joan, la mère de Pat
- Alysia Reiner (VF : Magali Barney) : Kathryn
- Susan Park (VF : Julie Turin) : Valerie He
- Derek Luh (VF : Jean-Stan Du Pac) : Ryan He
- Parvesh Cheena (VF : Marc Perez) : Laird
- James M. Connor (VF : Gabriel Le Doze) : Dr Berg

#### Introduits dans la saison 2
- Allison Tolman : Principale Sandy Woodcock
- Harriet Sansom Harris : Docteure Siferr

 Source et légende : version française (VF) sur RS Doublage

## Production

### Développement
Le 10 mai 2022, la série est renouvelée pour une deuxième saison.

### Casting
Le 28 février 2020, Courteney Cox a été choisie pour le rôle principal. Le 15 juillet 2020, Greg Kinnear a rejoint la distribution principale aux côtés de Gus Birney et Dylan Gage qui ont été ajoutés le mois suivant. Le 5 février 2021, des rôles principaux ont été attribués à Mira Sorvino et Merrin Dungey. En juillet 2021, Alysia Reiner a été sélectionnée pour un rôle récurrent. Le mois suivant, Judith Light a rejoint la distribution principale.

### Tournage
L'épisode pilote a été tourné à Los Angeles en mars 2021. Le tournage du reste des épisodes devrait commencer le 5 juillet 2021[réf. nécessaire].

## Épisodes

### Première saison (2022)
1. Chapter One - Welcome to Casa De Phelps
2. Chapter Two - She Comes at Night
3. Chapter Three - The Yellow Wallpaper
4. Chapter Four - So Much Blood
5. Chapter Five - The Squirrel Knew
6. Chapter Six - Whispering Hope
7. Chapter Seven - Impertinent Questions
8. Chapter Eight - We Are Phelps

### Deuxième saison (2023)
Elle est diffusée le 13 octobre 2023.
1. Chapter Nine - Homecoming
2. Chapter Ten - She's Real
3. Chapter Eleven - The Goat
4. Chapter Twelve - Smile
5. Chapter Thirteen - The Miracle
6. Chapter Fourteen - What's the Matter with Sandy
7. Chapter Fifteen - Covens
8. Chapter Sixteen - Redemption

## Distinctions
- Saturn Awards 2022 : Meilleure série fantastique